# Fouesnant
Fouesnant (Fouenant hoặc Fouen in Breton) là một xã của tỉnh Finistère, thuộc vùng Bretagne, miền tây bắc Pháp.

## Dân số
Người dân ở Fouesnant được gọi là Fouesnantais.